# Rugaleyrodes bidentata
Rugaleyrodes bidentata là một loài côn trùng cánh nửa trong họ Aleyrodidae, phân họ Aleyrodinae.
Rugaleyrodes bidentata được Bink-Moenen miêu tả khoa học đầu tiên năm 1983.